# Лавизин, Михаил Иванович
Михаил Иванович Лавизин (24 октября 1910 — ?) — советский военный деятель, участник Великой Отечественной войны, командир 16-й танковой бригады, полковник.

## Биография

### Начальная биография
Родился 24 октября 1910 года в городе Царицын Саратовской губернии (ныне Волгоград). Русский. Член ВКП(б) с 1932 года.
Образование. Окончил Саратовскую бронетанковую школу (1934), АКТУС при Военной академии механизации и моторизации РККА (1943).

### Служба в армии
Служба в Красной армии. С мая 1932 по ноябрь 1934 года — курсант Саратовской бронетанковой школы.
С ноября 1934 года — командир танка 1-го батальона, командир взвода и роты, и.д. начальника штаба в учебном батальоне 19-й механизированной бригады (Ленинградский ВО).
С апреля 1939 года — начальник учебной части курсов младших лейтенантов при 10-м танковом корпусе (Ленинградский ВО).
С сентября 1939 года — командир 1-го танкового батальона 11-го запасного танкового полка (Ленинградский ВО).
С марта 1940 года — пом. начальника штаба 11-го запасного танкового полка.
С мая 1940 года — командир отд. танкового батальона 77-го механизированного отряда.
С июля 1940 года — начальник 1-й части штаба 5-го танкового полка 3-й танковой дивизии (Ленинградский ВО).

### В Великую Отечественную войну
Начало Великой Отечественной войны встретил в занимаемой должности. Воевал в составе войск 11-й армии Северо-Западного фронта. С декабря 1941 года — начальник штаба 299-го стрелкового полка 225-й стрелковой дивизии. Воевал на Волховском фронте, в составе 52-й армии участвовал в Любанской операции советской армии в период блокады Ленинграда.
С 5 апреля 1942 года — начальник штаба 136-й танковой бригады формировавшейся в Северо-Кавказском ВО. Воевал на Юго-Западном и Южном фронтах.
С 10 октября 1942 года — начальник штаба 140-й танковой бригады Закавказского фронта (формировалась в г. Сумгаит).
С ноября 1942 года — зам. командира 191-й учебной танковой бригады, затем в том же месяце переведён на ту же должность в 140-ю танковую бригаду. Воевал в составе войск 9-й армии Закавказского фронта. В боях под г. Ардон, 27 ноября 1942 года, когда был ранен командир бригады, принял командование на себя и успешно выполнял поставленные боевые задачи. С 8 по 24 января 1943 года бригада находилась в танковой группе подполковника Филиппова Закавказского фронта, затем была переподчинена 58-й армии. С возвращением из госпиталя командира бригады вновь и.д. его заместителя.
С 30 января бригада действовала в конно-механизированной группе генерал-лейтенанта Н. Я. Кириченко на Северо-Кавказском и Южном фронтах, а с 25 февраля находилась в подчинении Южного фронта.
С апреля по июнь 1943 года — слушатель АКТУС при Военной академии механизации и моторизации РККА. Затем лечился в госпитале.
С ноября 1943 года — заместитель начальника 1-го Горьковского танкового училища (утверждён приказом командующего БТ и МВ от 08.03.1944).
С августа 1944 года — зам. командира 122-й танковой бригады.
С 1 сентября 1944 года — зам. командира 16-й отд. танковой бригады. Воевал на 3-м Прибалтийском фронте, участвовал в Рижской операции. Награждён орденом Отечественной войны 1 степени. Из наградного листа: 

…В Отечественной войне участвует с 22.6.1941. по 1.4.1943. и с 1.9.1944. в составе 16 Отдельной Танковой Краснознаменной Дновской Бригады в должности заместителя командира бригады по строевой части.
С 19.9.44. тов. ЛАВИЗИН, руководя группой танков, находясь непосредственно в их боевых порядках, правильно организовал преследование отходящего противника. Сбивая заслоны врага, преследуя его попятам танкисты к 15.30 26.9.1944 г. вышли на берег Рижского залива в районе Гринталс и Лепстэ.
Несмотря на трудные условия местности, танковая группа освободила более 100 населенных пунктов, в том числе Нуия, м. Алоя и Паалэ.
Наступление танкистов было настолько стремительным, что противник в районе АЛОЯ не успел вывести из гаража более 100 автомашин, которые при отходе им были подорваны и сожжены. За период боев танковая группа, отбивая атаки противника, уничтожила: 12 ПТОр, 7 пулемётов и истребила до 75 солдат и офицеров противника. захвачено: 15 тягачей, 50 мотоциклов, 5 складов, 25 ж.д. вагонов и до 115 автомашин, из них 90 процентов сожжёных и разбитых.
За правильную организацию преследования отходящегося противника противника и проявленные при этом доблесть и мужество тов. Лавизин вполне достоин Правительственной награды — Ордена «Отечественной войны I степени»
Командир 16 отд. танковой Краснознамённой Дновской бригады
   полковник Кудрявцев
17 октября 1944 года
— 
С 20 октября бригада была выведена в резерв Ставки ВГК на доукомплектование.
С 5 января 1945 года включена в состав Войска Польского и подчинена 2-й Польской армии. В ходе Берлинской операции, в боях в окружении в районе г. Баутцен 22 апреля 1945, после гибели командира бригады, подполковник М. И. Лавизин принял командование на себя и, объединив все части бригады, продолжал выполнять поставленную задачу.
Уволен в запас (по возрасту) в октябре 1946 года.
Дата и место смерти не установлено.

## Награды
- Два Ордена Красного Знамени (19.02.1943, 09.06.1945)[4];
- Орден Отечественной войны I степени (20.10.1944)[5];
- Медаль За боевые заслуги (06.11.1945)[6];
- Медаль «За оборону Ленинграда» (22.12.1942);
- Медаль «За победу над Германией в Великой Отечественной войне 1941—1945 гг.» (9 мая 1945[7])[8];
- Медаль «За оборону Кавказа» (1.5.1944)[9].

## Память
- Его имя увековечено в Главном Храме Вооружённых сил России, и навсегда запечатлено на мемориале «Дорога памяти»
- На могиле установлен надгробный памятник